# Postosuchus
Postosuchus je bil najmogočnejši arhozaver v obdobju triasa (228-202 mil. let). Živel je na območju, ki danes tvori Severno Ameriko. Bil je sorodnik krokodilov in se je razvil iz istega prednika kot dinozavri. Njegovo ime pomeni »Krokodil iz Posta« po kraju Post Quarry v Teksasu, kjer je bilo odkritih veliko fosilnih ostankov te vrste. Bil je največji kopenski plenilec svojega časa, veliko večji od majhnih dinozavrov, ki so bili takrat šele na začetku svojega razvoja. Postosuchus je bil dolg 4-5 metrov in je hodil po vseh štirih. Z močno čeljustjo in zakrivljenimi kremplji je z lahkoto pokončal svoj plen. Hranil se je predvsem z dicynodonti kot so npr. placerije.
Poznamo dve vrsti. Leta 1985 je bil odkrit Postosuchus kirkpatricki, leta 2008 pa Postosuchus alisone.
Postosuchus je nastopal tudi v serijah Sprehod z dinozavri, Dinosaurs alive! in Napad iz pradavnine.